# ان‌جی‌سی ۶۳۸۰
ان‌جی‌سی ۶۳۸۰ (انگلیسی: NGC 6380) یک خوشه ستاره‌ای کروی است که در صورت فلکی عقرب قرار دارد. این خوشه در ابتدا توسط جیمز دانلوپ در سال ۱۸۲۶ کشف شد و او آن را (Dun 538) نامید. هشت سال بعد، در سال ۱۸۳۴، این خوشه به‌طور مستقل توسط جان هرشل دوباره کشف شد و او آن را (H 3688) نامید. که آن را به عنوان (Tonantzintla 1) فهرست بندی کرد - و از آن به‌عنوان پیشمیش ۲۵ یاد کرد. تا دههٔ ۱۹۵۰ باور عمومی بر این بود که ان‌جی‌سی ۶۳۸۰ یک خوشه باز است. در نهایت این (A. D. Thackeray) بود که دریافت که در واقع این یک خوشه کروی است. امروزه، این خوشه به‌طور قابل اعتمادی در کاتالوگ‌های در دسترس به عنوان یک خوشهٔ کروی شناخته شده است و به سادگی به عنوان ان‌جی‌سی ۶۳۸۰ نامیده می‌شود.